# Tomaszkowice
Tomaszkowice [tɔmaʂkɔvit͡sɛ] est le chef-lieu de la commune de Biskupice, dans le district de Wieliczka, Petite-Pologne.
Il se trouve à environ 3 km au sud-est de la ville de Wieliczka et à 15 km au sud-est de la capitale régionale Cracovie.
Le village a une population d'environ 600 habitants sur 138,27 ha.
Le prévôt de village (sołtys) est M. Zbigniew Tańcula.

## Intérêt touristique
- manoir du XIXe siècle, avec des arbres centenaires[4],
- piste rouge de cyclotourisme[5]
- «La Grande Forêt» (Las Wielki) avec un grand complexe forestier (cerf, sanglier)
- Point de vue à partir duquel on peut admirer le panorama vers Cracovie et Wieliczka